# Bisdom Šiauliai
Het bisdom Šiauliai (Latijn: Dioecesis Siauliensis, Litouws: Šiauliai vyskupija) is een in Litouwen gelegen rooms-katholiek bisdom met zetel in de stad Šiauliai. Het bisdom behoort tot de kerkprovincie Kaunas en is, samen met de bisdommen Telšiai en Vilkaviškis, suffragaan aan het aartsbisdom Kaunas.
Het bisdom werd opgericht op 8 mei 1994 uit gebiedsdelen van het bisdommen Panevėžys, Kaunas en Telšiai. Een belangrijk bedevaartsoord in het bisdom is de Heuvel der Kruisen.

## Bisschoppen van Šiauliai
- 1997-heden: Eugenijus Bartulis

## Galerij

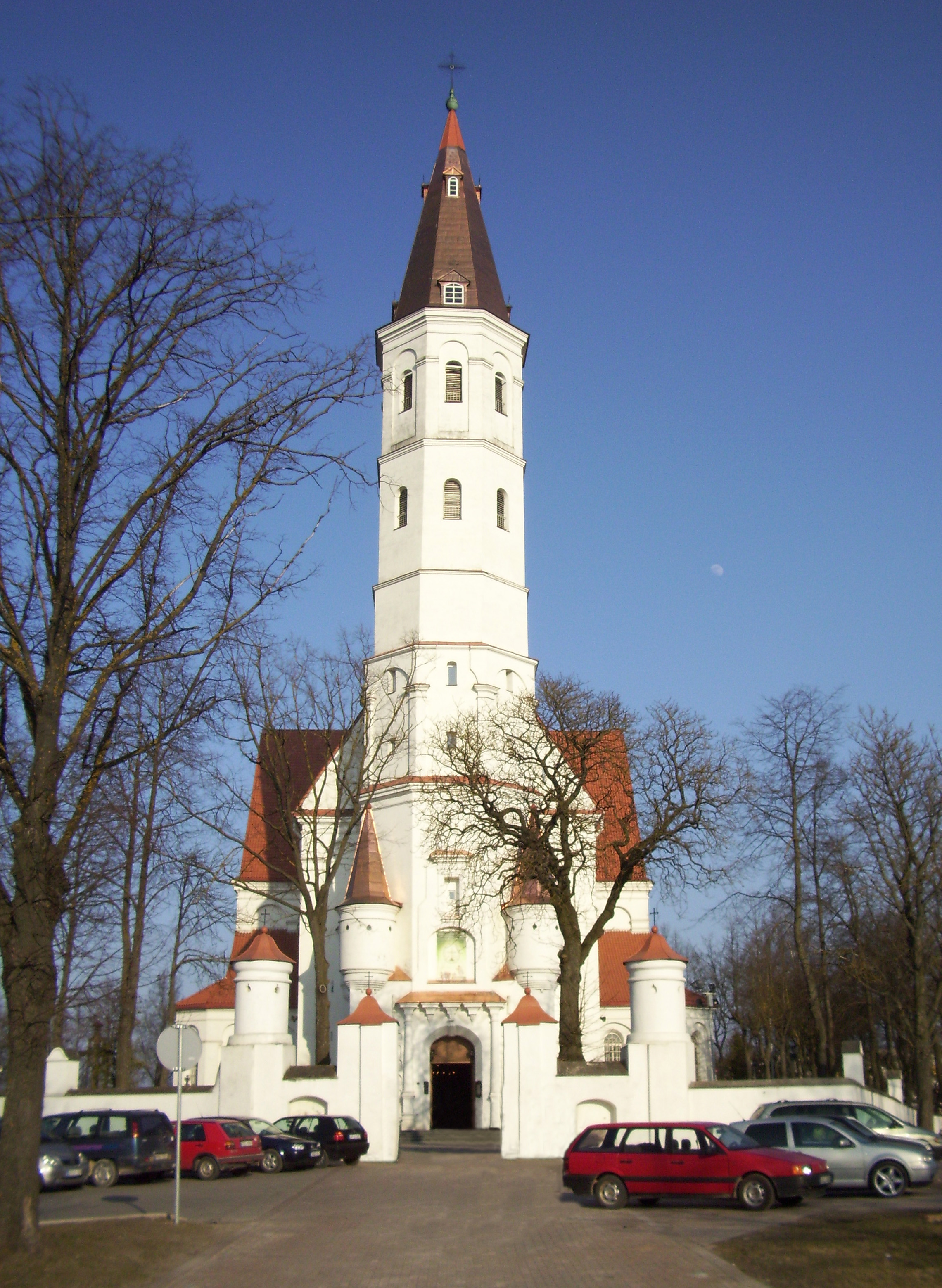
Kathedraal van Šiauliai
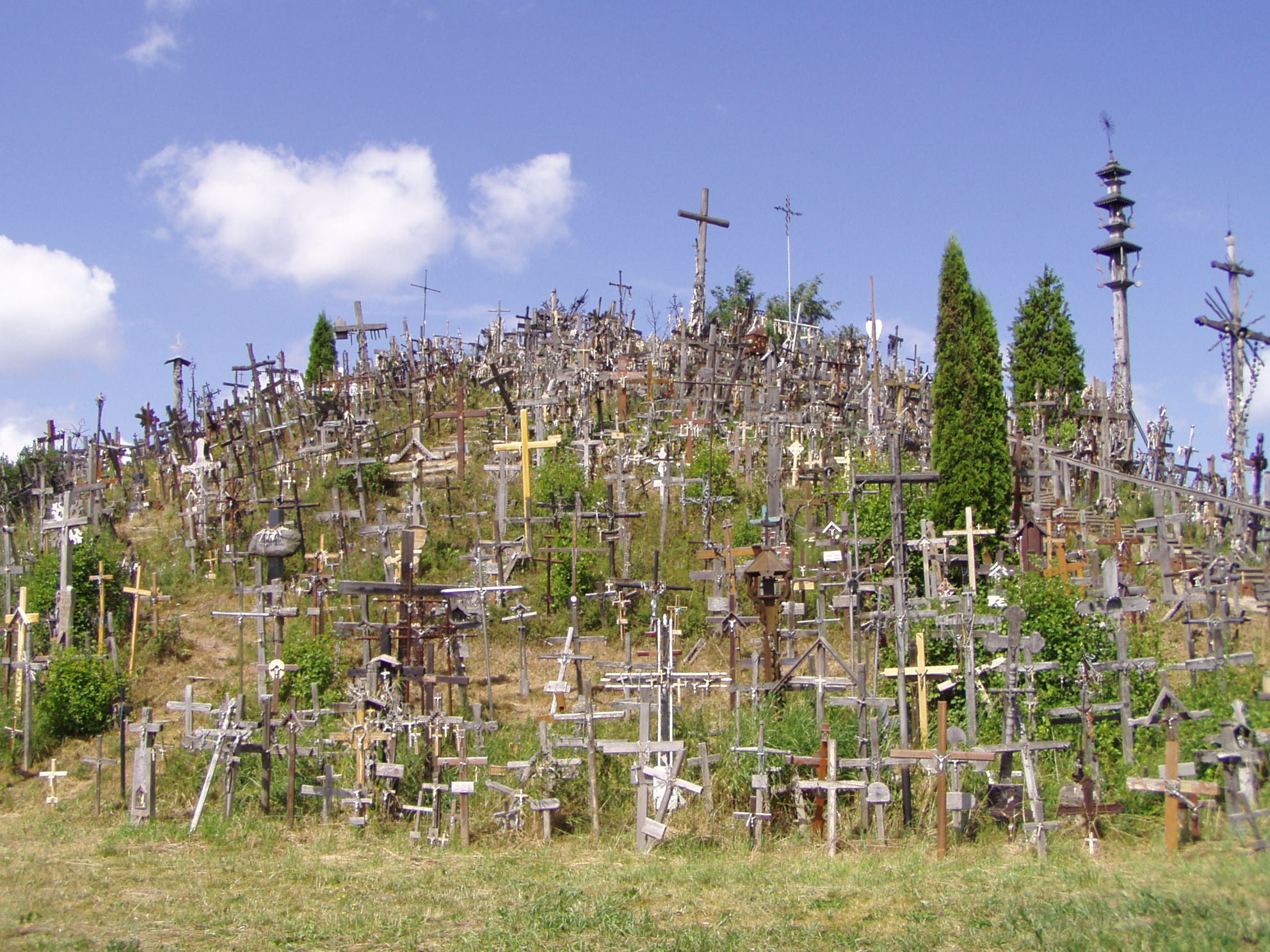
Heuvel der Kruisen